# Liarea
Liarea is een geslacht van weekdieren uit de klasse van de Gastropoda (slakken).

## Soorten
- Liarea aupouria Powell, 1954
- Liarea bicarinata (Suter, 1907)
- Liarea egea (Gray, 1850)
- Liarea hochstetteri (L. Pfeiffer, 1861)
- Liarea lepida (Suter, 1904)
- Liarea ornata Powell, 1954
- Liarea turriculata (L. Pfeiffer, 1855)